# Luís Alonso Pérez
Luís Alonso Pérez, también conocido como Lula, (1 de marzo de 1922 - 15 de junio de 1972) fue un entrenador de fútbol brasileño.

## Biografía
Nacido en Santos (São Paulo) de padres emigrantes españoles, Lula trabajó como taxista, panadero y lechero. Comenzó a trabajar como gerente con clubes de aficionados en su ciudad natal, Palmeirinha y Americana. Posteriormente se incorporó al Portuguesa Santista a cargo de las categorías juveniles.
En enero de 1949 firmó su primer contrato con el Santos FC siendo subdirector de los equipos amateurs del club. El 13 de mayo de 1952 fue nombrado responsable de los equipos juveniles del club.
Lula actuó como técnico interino durante dos partidos en 1952, ya que Aymoré Moreira estaba a cargo del equipo oficial de São Paulo. Más tarde se convirtió en el asistente de Moreira mientras también estaba a cargo de los equipos amateurs del club, y el 2 de junio de 1954, reemplazó al italiano Giuseppe Ottina como entrenador del primer equipo.
El primer partido de Lula a cargo se produjo tres días después, una victoria por 3-2 contra el Botafogo en el Estadio de Maracaná. Lideró al club al título del Campeonato Paulista del año siguiente después de una sequía de 20 años.
A menudo se describía a Lula como el responsable de reunir al equipo que se conocía como Os Santásticos; hizo de Pelé un titular regular desde 1957, promovió a Pagão y Pepe desde la configuración juvenil, trajo a Coutinho del humilde XV de Piracicaba y aprobó a Dorval en un juicio, después de que este último fuera rechazado por varios clubes. En la década de 1960, el club fichó a Calvet, Lima, Mengálvio y Zito, todos recomendados por el técnico.
Lula dejó el Peixe al final de la temporada de 1966; Aunque se atribuye principalmente al segundo lugar del club en la Taça Brasil, algunos altercados denunciados con Pelé también se atribuyen a la salida del técnico. Abandonó el club tras llevar 945 partidos al frente, con 619 victorias, 144 empates y 182 derrotas.
En 1967 se hizo cargo de Portuguesa Santista antes de ser nombrado técnico del Corinthians en noviembre de ese año. A cargo de sólo 35 partidos con este último club, ayudó al equipo a derrotar al ex club Santos el 6 de marzo de 1968, poniendo fin a un hoodoo de 11 años.
Posteriormente trabajó para Portuguesa y Santo André a principios de la década de 1970. 

## Muerte
Lula falleció el 15 de junio de 1972, presentando una infección generalizada por trasplante de riñón, agravada por su hipertensión.

## Palmarés
Santos
- Taça Brasil: 1961, 1962, 1963, 1964 y 1965
- Campeonato Paulista: 1955, 1956, 1958, 1960, 1961, 1962, 1964 y 1965
- Copa Intercontinental: 1962 y 1963
- Copa Libertadores: 1962 y 1963
- Torneio Rio-São Paulo: 1959, 1963, 1964 y 1966